# انانداپور
انانداپور (به انگلیسی: Anandapur) یک منطقهٔ مسکونی در هند است که در اوریسا واقع شده‌است.

## خصوصیات
انانداپور ۳۵٬۰۴۳ نفر جمعیت دارد و ۴۳ متر بالاتر از سطح دریا واقع شده‌است.